# Axel Theodor Bergius
Axel Theodor Bergius, född 2 december 1817 i Överjärna församling i Södermanland, död 10 januari 1897, var en svensk skolman.
Bergius föddes som tredje barnet av fem till kontraktsprosten Johan Bergius och hans fru Margareta, född Gravallius. Fadern var svåger till Albrekt Julius Segerstedt, modern var syster till prästen och författaren Daniel Ehrenfried Gravallius. Bergius gifte sig med Johanna Moritz från Tyskland och fick med henne 11 barn. 
Bergius studerade vid Uppsala universitet och blev filosofie magister i fysik 1841 och några år senare började han som lektor i matematik och fysik vid Nya Elementar i Stockholm, där han tjänstgjorde till sin pensionering 1876. Bergius var även lärare åt dåvarande arvprins Oscar, sedermera Oscar II.